# ديلان أفيري
ديلان أفيري (بالإنجليزية: Dylan Avery)‏ هو منتج أفلام وكاتب سيناريو ومخرج أمريكي، ولد في 1 نوفمبر 1983 في ليسبورغ في الولايات المتحدة.

## وصلات خارجية
- ديلان أفيري على موقع IMDb (الإنجليزية)
- ديلان أفيري على موقع ألو سيني (الفرنسية)
- ديلان أفيري على موقع أول موفي (الإنجليزية)
- ديلان أفيري على موقع قاعدة بيانات الفيلم (الإنجليزية)
- ديلان أفيري على موقع كينوبويسك (الروسية)